# ترانه احمدی
ترانه احمدی (زاده ‎۵ تیر ۱۳۸۱) رول‌اسکیت‌باز زن اهل ایران است.
وی در بازی‌های آسیایی ۲۰۲۲ موفق به کسب مدال نقره فری استایل سرعت اسلالوم زنان شده‌است.